# Qiangtang

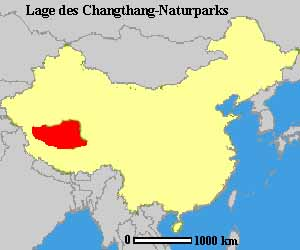
Localizzazione della Riserva Naturale di Qiangtang.

Il Qiangtang (cinese: 羌塘; romanizzazione Wade-Giles: Ch'iang-t'ang; tibetano: བྱང་ཐང་། [Byang Thang]) è un enorme bacino alpino della parte settentrionale della Regione Autonoma del Tibet, nella Cina sud-occidentale. Con un'altitudine media di oltre 5000 m sul livello del mare, è situato tra i monti Kunlun a nord, i monti Tanggula a est, e i monti Nyainqêntanglha a sud e si allunga per circa 1300 km dal complesso montuoso noto come Pamir a ovest alla regione del bacino del Qaidam a nord-est. Nel suo punto più largo si estende per circa 480 km da nord a sud. Il Qiangtang è costituito da una serie di pianure leggermente ondulate separate da catene di colline. La superficie è sassosa e rocciosa, con grandi depositi di roccia friabile, frammentata dal rigido gelo tipico del clima di queste altitudini. Una vasta parte del bacino è una nuda distesa sterile di roccia e ghiaia. Nella zona non sono presenti fiumi perenni, ma un gran numero di laghi salati rappresenta tutto ciò che resta di antichi specchi d'acqua molto più estesi. Dove questi si sono essiccati a causa del clima arido - l'area riceve meno di 100 mm di pioggia all'anno ed è soggetta a elevati tassi di evaporazione a causa dei venti costanti - si sono formati enormi depositi di sale.
Il clima è inospitale quanto il paesaggio. L'estate dura solo tre mesi, e le temperature medie di luglio sono di appena 10 °C; perfino in estate le temperature scendono spesso, di notte, sotto il punto di congelamento. In inverno le temperature scendono frequentemente sotto i -35 °C; l'area è costantemente spazzata da forti venti, e la neve non riesce mai ad attecchire. Tutti i laghi e i corsi d'acqua gelano. La regione è ancora più desolata nel settore settentrionale, dove la maggior parte del territorio è costituita da un deserto di roccia sterile o presenta una rada copertura di erbe resistenti. Il settore meridionale è un po' meno arido e presenta una copertura erbosa più fitta, con pochi arbusti e resistenti alberi di ginepro attorno al lago Nam, il maggiore degli specchi d'acqua della regione. Le aree montane del Qiangtang sono perennemente ammantate di neve e ghiaccio al di sopra dei 5800 m circa. L'intera area non è adatta a insediamenti permanenti. Gli unici abitanti della regione, pastori nomadi, vivono nel sud.